# 1978 у Миколаєві
| Роки в Миколаєві ← • 1901 • 1902 • 1903 • 1904 • 1905 • 1906 • 1907 • 1908 • 1909 • 1910 • 1911 • 1912 • 1913 • 1914 • 1915 • 1916 • 1917 • 1918 • 1919 • 1920 • 1921 • 1922 • 1923 • 1924 • 1925 • 1926 • 1927 • 1928 • 1929 • 1930 • 1931 • 1932 • 1933 • 1934 • 1935 • 1936 • 1937 • 1938 • 1939 • 1940 • 1941 • 1942 • 1943 • 1944 • 1945 • 1946 • 1947 • 1948 • 1949 • 1950 • 1951 • 1952 • 1953 • 1954 • 1955 • 1956 • 1957 • 1958 • 1959 • 1960 • 1961 • 1962 • 1963 • 1964 • 1965 • 1966 • 1967 • 1968 • 1969 • 1970 • 1971 • 1972 • 1973 • 1974 • 1975 • 1976 • 1977 • 1978 • 1979 • 1980 • 1981 • 1982 • 1983 • 1984 • 1985 • 1986 • 1987 • 1988 • 1989 • 1990 • 1991 • 1992 • 1993 • 1994 • 1995 • 1996 • 1997 • 1998 • 1999 • 2000 • → |

1978 у Миколаєві — список важливих подій, що відбулись у 1978 році в Миколаєві. Також подано перелік відомих осіб, пов'язаних з містом, що народились або померли цього року, отримали почесні звання від міста.

## Події

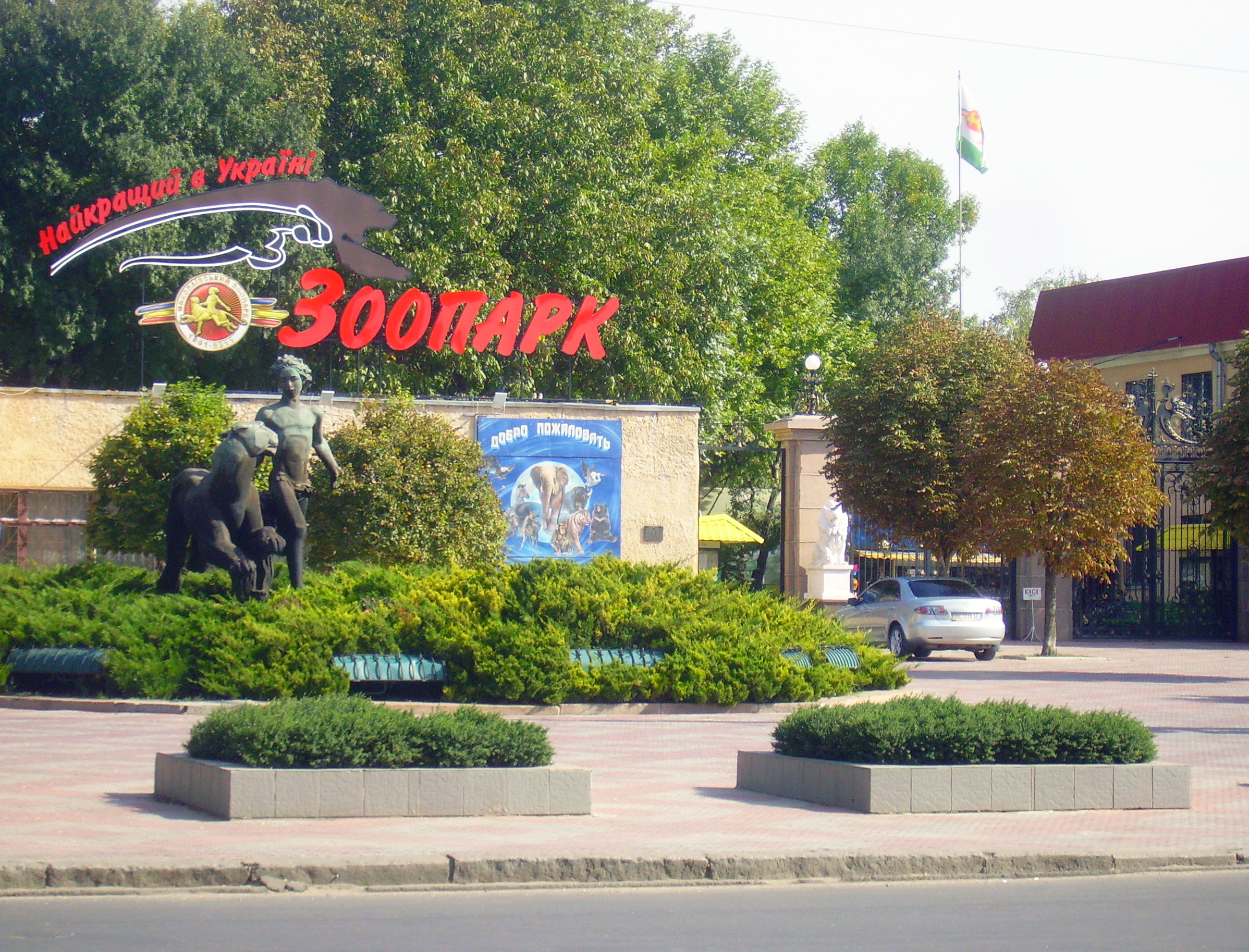
Миколаївський зоопарк

- 30 березня Миколаївський зоопарк з вулиці Адміральській, де зараз розташована будівля обласної ради та обласної державної адміністрації, переїхав на нове місце, поряд з центральним автовокзалом на Богоявленському проспекті. Він був побудований на місці давнього міського цвинтаря.
- На правах відділу Миколаївського обласного краєзнавчого музею відкрито Миколаївський музей суднобудування і флоту. У його створенні брали участь наукові співробітники обласного краєзнавчого музею та художники Миколаївського обласного відділення Художнього фонду України. У 1981 році група створювачів музею отримала Державну премію України ім. Т. Г. Шевченка.
- 19 вересня миколаївський футбольний клуб «Суднобудівник» провів проти команди «Спартак» (Житомир) 1000-й матч у чемпіонаті СРСР (0:0).
- 7 жовтня за 10 миль на південь від Миколаївського морського торговельного порту відкритий Дніпро-Бузький морський торговельний порт, як структурний підрозділ Миколаївського глиноземного заводу.
- В Лісках побудований кінотеатр «Іскра».

## Особи

### Очільники
- Голова виконавчого комітету Миколаївської міської ради — Іван Канаєв.
- 1-й секретар Миколаївського міського комітету КПУ — Едуард Шорін.

### Почесні громадяни
- Суботін Семен Михайлович (1922, Гамберово, нині Селтинського району Удмуртської Республіки — 1985) — радянський воєначальник, генерал-лейтенант, заступник командуючого військами Одеського військового округу.

### Народились
- Распопов Андрій Миколайович (нар. 25 червня 1978, Миколаїв) — український футболіст, захисник.
- Нікітін Юрій Вікторович (нар. 15 липня 1978, Херсон) — український спортсмен, який спеціалізується в стрибках на батуті, олімпійський чемпіон (2004). Заслужений майстер спорту. Мешкає і тренується в Миколаєві.
- Оберемко Максим Володимирович (нар. 25 січня 1978, Миколаїв) — український віндсерфінгист, чемпіон світу, учасник п'яти Олімпійських ігор, Заслужений майстер спорту України.
- Кремінь Тарас Дмитрович (нар. 10 червня 1978, смт Казанка, Миколаївська область) — український політик, науковець, громадський діяч, Уповноважений із захисту державної мови. Закінчив школу у Миколаєві і Миколаївський національний університет імені В. О. Сухомлинського.
- Татарінов Сергій Петрович (нар. 28 листопада 1978, Миколаїв — пом. 12 червня 2014, поблизу с. Степанівка, Шахтарський район, Донецька область) — український військовослужбовець, десантник, старший сержант Збройних сил України. Кавалер ордена «За мужність» III ступеня.
- Кривоносов Сергій Сергійович (26 червня 1978, Миколаїв — 4 серпня 2014, Луганська область) — український військовик, підполковник (посмертно), начальник штабу — перший заступник командира 2-го батальйону 79-ї окремої аеромобільної бригади (позивний «Граніт»). Герой України.
- Заграничний Валентин Анатолійович (9 грудня 1978, Миколаїв — 28 серпня 2014, Многопілля) — капітан 2 рангу (посмертно) Збройних сил України. Кавалер ордена «За мужність» III ступеня.
- Марченко Дмитро Олександрович (нар. 25 лютого 1978, Вознесенськ, Миколаївська область) — український військовик, генерал-майор Збройних сил України, начальник Головного управління розвитку та супроводження матеріального забезпечення ЗСУ (з вересня 2015). Учасник війни на сході України. Керував обороною Миколаєва з 25 лютого до 6 квітня 2022 року.
- Підопригора Світлана Володимирівна (нар. 20 січня 1978, смт. Баштанка Миколаївської області) — доктор філологічних наук, доцент Миколаївського національного університету імені В. О. Сухомлинського.
- Єршов Сергій Валерійович (нар. 14 квітня 1978) — російський футболіст, нападник. У складі футбольного клубу «Миколаїв» провів 69 матчів, забив 9 голів.
- Козлов Сергій Олександрович (нар. 27 вересня 1978, Миколаїв) — український футболіст, нападник.
- Гудзікевич Станіслав Олександрович (нар. 7 березня 1978, Могилів-Подільський, Вінницька область) — радянський та український футболіст, півзахисник. У складі футбольного клубу «Миколаїв» провів 50 матчів, забив 4 голи.
- Тарасенко Олександр Вікторович (нар. 11 грудня 1978, Жовті Води) — український футболіст, півзахисник. У складі футбольного клубу «Миколаїв» провів 57 матчів, забив 2 гол.
- Симонов Олександр Вікторович (нар. 8 листопада 1978) — український футболіст, півзахисник. У складі футбольного клубу «Миколаїв» провів 70 матчів, забив 1 гол.
- Голенко Максим Георгійович (нар. 6 квітня 1978, м. Миколаїв) — український режисер театру і кіно, головний режисер незалежного «Дикого театру», головний режисер Одеського академічного українського музично-драматичного театру ім. Василя Василька.
- Аллахвердієва Ірина Валеріївна (нар. 26 серпня 1978, Миколаїв) — українська політична діячка. Народний депутат України 9-го скликання, економіст.
- Ралчева Марія Пеньївна (нар. 22 серпня 1978, Миколаїв) — українська веслувальниця-байдарочниця, срібна призерка чемпіонату світу, учасниця літніх Олімпійських ігор в Сіднеї. Майстер спорту України міжнародного класу.
- Агафонова Надія Олександрівна (нар. 1 лютого 1978, Миколаїв — пом. 29 березня 2022, Миколаїв) — українська поетеса. Член Національної спілки письменників України. Начальник організаційно-правового відділу Господарського суду Миколаївської області. Загинула під руїнами будівлі Миколаївської обласної державної адміністрації, зруйнованої російськими загарбниками.

### Померли
- Лазуренко Данило Семенович (нар. 11 (24) грудня 1906, Вільшани, нині Дергачівського району — пом. 20 жовтня 1978, Дніпропетровськ) — український радянський режисер, Заслужений діяч мистецтв УРСР. У 1959—1961 роках — головний режисер Миколаївського українського музично-драматичного театру.
- Камінський Феодосій Тимофійович (нар. 14 (27) серпня 1888 р., с. Богоявленське поблизу Миколаєва Херсонської губернії — пом. 11 жовтня 1978 р., Миколаїв) — краєзнавець, археолог, громадський діяч, «повторник».
- Андріанов Володимир Миколайович (нар. 28 липня 1913, Миколаїв — пом. 29 травня 1978, Миколаїв) — організатор суднобудівної галузі СРСР та УРСР, багаторічний директор заводу ім. 61 Комунара, голова Миколаївського промислового облвиконкому (січень 1963– грудень 1964). Депутат Верховної Ради УРСР 6—8-го скликань.
- Сай Бартлетт (англ. Sy Bartlett; нар. 10 липня 1900, Миколаїв — пом. 29 травня 1978, Каліфорнія) — американський сценарист і продюсер.
- Степанов Віктор Олексійович (нар. 5 березня 1928, Ворошиловськ, Ворошиловградська область — пом. 6 квітня 1978, Миколаїв) — кандидат технічних наук, доцент, ректор Миколаївського кораблебудівного інституту імені адмірала С. Й. Макарова з 1969 до 1975 року.
- Козирський Володимир Іванович (нар. 1909, Миколаїв — пом. 12 вересня 1978) — радянський футболіст та футбольний тренер.